# پارک ملی پودوکارپوس
پارک ملی پودوکارپوس (به اسپانیایی: Parque nacional Podocarpus) یک پارک ملی در اکوادور است که در استان زامورا-چینچیپ واقع شده‌است.